# Alchemilla aspera
Alchemilla aspera es una especie de planta del género Alchemilla, perteneciente a la familia Rosaceae.

## Taxonomía
Alchemilla aspera fue descrita por Plocek en 1983.

## Distribución
Se encuentra en el territorio de los Montes Tatras.